# Polikarpov TB-2
Polikarpov TB-2 (tiếng Nga: Поликарпов ТБ-2) là một mẫu thử máy bay ném bom hạng nặng được thiết kế và thử nghiệm ở Liên Xô trong thập niên 1920. Đây là loại máy bay có một tầng cánh, làm bằng gỗ, động cơ được đặt ở dưới cánh. Công việc thiết kế bắt đầu vào năm 1927, chỉ có duy nhất 1 mẫu thử được hoàn thiện và thử nghiệm năm 1930. Dù hiệu năng của TB-2 cao hơn so với Tupolev TB-1, nhưng xét theo tiêu chuẩn của năm 1930 thì nó vẫn thiếu và do đó đề án bị hủy bỏ.

## Tính năng kỹ chiến thuật (TB-2)
Dữ liệu lấy từ Shavrov 1985

### Đặc điểm riêng
- Tổ lái: 5
- Chiều dài: 17,6 m (57 ft 9 in)
- Sải cánh: 27 m (88 ft 7 in)
- Chiều cao: n/a
- Diện tích cánh: 128 m² (1377,8 ft²)
- Trọng lượng rỗng: 4.220 kg (9.304 lb)
- Trọng lượng có tải: 6.770 kg (14.925 lb)
- Động cơ: 2 động cơ V12 BMW VI, công suất 373 kW (500 hp) mỗi chiếc

### Hiệu suất bay
- Vận tốc cực đại: 216 km/h (117 knots, 134 mph)
- Tầm bay: 1.200 km (648 nm, 746 mi)
- Trần bay: 6.800 m (22.310 ft)
- Lực nâng của cánh: 53 kg/m² (11 lb/ft²)
- Lực đẩy/trọng lượng: 110 W/kg (0,07 hp/lb)